# Mâncio Lima
Mâncio Lima este un oraș în statul Acre (AC) din Brazilia. La recensământul din 2007, Mâncio Lima a avut o populație de 13,785 de locuitori. Suprafața localității Mâncio Lima este de 4,672 km². Localitatea Mâncio Lima se află la extrema de nord-vest a Braziliei.